# Синтагма (лингвистика)
Вижте пояснителната страница за други значения на Синтагма.
Синтагма (древногръцки: σύνταγμα) e съвкупност от няколко думи, обединени на принципа на семантико-граматико-фонетична съчетаемост; единица на синтагматиката. Често се определя като елемент на синтаксиса (като формален аспект на езика).
Като минимална дължина на синтагмата следователно може да бъде смятано простото словосъчетание, въпреки че синтагмите могат да бъдат и цели изрази. Така че „синтагма“ и „словосъчетание“ не винаги съвпадат.

## Във фонетиката
Във фонетиката разбирането е малко по-различно. В нея синтагма се нарича относително завършеният по смисъл речеви отрязък, границата на който се определя само с прозодически средства.
В дадения случай синтагмата е фонетично единство, изразяващо единно смислово цяло в процеса реч-мисъл, което може да се състои от ритмическа група или от цяла поредица ритмически групи. 

## Във философията на езика
Във философията на езика синтагмата може да приема ролята на основна семантична единица. Това се отнася например до оценяването на Жак Дерида, при което синтагмата е основна единица на значението и може да бъде прехвърляна в различни контексти, където да произведе различни семантични и прагматични стойности. За френските мислители Жил Дельоз и Феликс Гатари самите понятия имат синтагматичен характер, доколкото всяко от тях е вътрешна и външна консистентност, позволяваща му да се свързва с други понятия. За разлика от парадигматичния характер на образите, които имат проективно, йерархично, референтно и трансцендентно основание и проявление, понятията оформили се при досократиците според тях се характеризират със свързващо, равнопоставено, консистентно и иманентно проявление и функция. 